# Raymond de Saint-Sever
Raymond de Saint-Sever (Monein, ... – Avignone, 19 luglio 1317) è stato un cardinale francese.

## Biografia
Raymond (o Pierre) ha fatto parte dell'ordine dei benedettini ed è stato abate dell'Abbazia di Saint-Sever. Nel 1309 fu eletto vescovo di Oloron. Papa Clemente V lo elevò al rango di cardinale durante il concistoro del 23 dicembre 1312. Morì il 19 luglio 1317 ad Avignone mentre era cardinale presbitero di Santa Pudenziana.

## Conclavi
Il cardinale Raymond partecipò a un conclave:
- 1314-1316, che elesse Giovanni XXII